# Félix García Asensio
Félix García Asensio (San Javier, Región de Murcia, España; 12 de octubre de 1915) fue un futbolista español que se desempeñaba como centrocampista.

## Clubes
| Club       | País   | Año         |
| ---------- | ------ | ----------- |
| Sevilla FC | España | 1935 - 1947 |